# Badgall
Badgall – wieś w Anglii, w Kornwalii. Leży 95 km na północny wschód od miasta Penzance i 320 km na zachód od Londynu.